# Wilhelm Poewe
Wilhelm Poewe (* 5. Oktober 1885 in Küstrin; † 14. Dezember 1946 in Oranienburg) war ein deutscher Bibliothekar.

## Wirken
Nach der Reifeprüfung am Realgymnasium in Bromberg studierte Wilhelm Poewe Rechtswissenschaft und Volkswirtschaft an den Universitäten Jena, Königsberg und Berlin. Von 1914 bis 1915 leistete er Kriegsdienst und wurde schwer verwundet. 1916 legte er sein Staatsexamen ab und promovierte zugleich bei Heinrich Lehmann an der Universität Jena. Bereits ab 1910 arbeitete er zunächst als wissenschaftlicher Hilfsarbeiter an der Preußischen Staatsbibliothek, 1921/22 war er kurze Zeit an der Universitätsbibliothek Berlin tätig und wechselte nach seiner bibliothekarischen Fachprüfung dann wieder an die Preußische Staatsbibliothek. Hier wurde er als Nachfolger von Gustav Abb 1935 Abteilungsdirektor und Leiter der Benutzungsabteilung. Poewe arbeitete an der „Leihverkehrsordnung für die deutschen Bibliotheken“ und der „Ordnung für den internationalen Leihverkehr“ mit. Außerdem gehörte seit Beginn des Zweiten Weltkriegs die Auslagerung der umfangreichen Bibliotheksbestände zu seinen Aufgaben und Verdiensten.
Poewe gelangte nach dem Ende des Krieges in sowjetische Gefangenschaft und starb im Speziallager Sachsenhausen in Oranienburg.

## Schriften
- Der Kampf um eine neue Rechtsprechung. Noske, Borna-Leipzig 1916 (Dissertation Universität Jena).
- Elsaß-Lothringische Bibliographie der Jahre 1919, 1920 und 1921. In: Elsaß-Lothringisches Jahrbuch, Bd. 3 (1923), S. 132–174.
- Elsaß-Lothringische Bibliographie für das Jahr 1922. In: Ebd., Bd. 3 (1924), S. 158–176.
- Elsaß-Lothringische Bibliographie für das Jahr 1923. In: Ebd., Bd. 4 (1925), S. 167–190.
- Elsaß-Lothringische Bibliographie für das Jahr 1924. In: Ebd., Bd. 5 (1926), S. 210–237.
- Bibliographie. In: Ebd., Bd. 6 (1927), S. 241–265.
- Bibliographie. In: Ebd., Bd. 7 (1928), S. 194–209.
- Elsaß-Lothringische Bibliographie für das Jahr 1928. In: Ebd., Bd. 8 (1929), S. 334–385.
- Die Reform der Besoldungsordnung und ihre Folgen für die preußischen Bibliotheksbeamten. In: Zentralblatt für Bibliothekswesen, Bd. 45 (1928), S. 618–634.